# President del Sudan del Sud
El President de Sudan del Sud  és el Cap d'Estat i cap de govern del Sudan del Sud. El 9 de juliol de 2005 es va restablir l'autonomia de la regió.

## Regió Autònoma del Sudan del Sud
| President del govern | Imatge              | Inici del govern     | Fi del govern        |
| -------------------- | ------------------- | -------------------- | -------------------- |
| John Garang          | John Garang         | 9 de juliol de 2005  | 30 de juliol de 2005 |
| Salva Kiir Mayardit  | Salva Kiir Mayardit | 30 de juliol de 2005 | 9 de juliol de 2011  |

## República del Sudan del Sud (2011 - actualitat)
El 9 de juliol de 2011 el Sudan del Sud va guanyar independència.
| Nom                 | Imatge              | Inici del govern    | Fi del govern |
| ------------------- | ------------------- | ------------------- | ------------- |
| Salva Kiir Mayardit | Salva Kiir Mayardit | 9 de juliol de 2011 | actualitat    |